# Tiffany Trump
Tiffany Ariana Trump (sinh ngày 13 tháng 10 năm 1993) là người mẫu, ca sĩ người Mỹ. Cô là con gái của Tổng thống Hoa Kỳ thứ 45 và 47 Donald Trump, và là con gái của người vợ thứ hai của ông, Marla Maples. Cô có hai người anh trai cùng cha khác mẹ tên Donald Jr. và Eric, một người chị cùng cha khác mẹ tên Ivanka (mẹ là Ivana Zelníčková), và một em trai cùng cha khác mẹ tên Barron (mẹ là Melanija Knavs).

## Đầu đời
Được sinh ra tại West Palm Beach, Florida, Tiffany Trump là người con duy nhất giữa Marla Maples và Donald Trump. Tên của cô được đặt theo công ty Tiffany & Company. Cô lớn lên tại Califonia, là nơi cô sinh sống cho tới khi tốt nghiệp trung học.
Cô theo học tại trường  Viewpoint School ở Calabasas,California. Năm 2016, cô tốt nghiệp trường đại học Pennsylvania, chuyên ngành xã hội học và đô thị.

## Sự nghiệp
Năm 2014, trong khi đang theo học đại học Pennsylvania, cô đã cho ra mắt đĩa đơn có tên "Like a Bird".. Cô làm thực tập cho tạp chí Vogue và là người mẫu cho Andrew Warren tại Tuần lễ thời trang New York.

## Đời tư
Tiffany đăng ký bỏ phiếu tại Pennsylvania với tư cách là một thành viên của Đảng Cộng hòa. Trong đợt bầu cử Tổng thống Mỹ 2016, cô tham gia cùng gia đình trong các chiên dịch tranh cử của cha cô Cô đã có một bài phát biểu trong Đại hội Đảng Cộng Hòa 2016.
Cô có hơn 460.000 ngàn người theo dõi trên Instagram. Trên Instagram, cô thường đăng tải các hình ảnh vui chơi cùng bạn bè, bao gồm Kyra Kennedy, con gái của Robert F. Kennedy Jr.; Gaïa Matisse, cháu gái của Henri Matisse; và E.J. Johnson, con trai của Magic Johnson. Nhóm của cô đã bị Andrew Warren gọi là "những đứa trẻ giàu có trên Instagram" trong một bài trên báo New York Post , The New York Times , New York magazine.

## Dẫn chứng
1. ↑  Tempesta, Erica (ngày 5 tháng 4 năm 2016). "Tiffany Trump posts throwback snaps of her childhood to support mom Marla Maples' DWTS performance honoring her birth, after going to her 'first job interview' in New York". Daily Mail. Truy cập ngày 26 tháng 6 năm 2016. Proud mother: Marla gave birth to Tiffany on ngày 13 tháng 10 năm 1993.
2. ↑  Tempesta, Erica (ngày 5 tháng 4 năm 2016).
3. ↑  Stasi, Linda (ngày 14 tháng 10 năm 1993).
4. ↑  Krieg, Gregory (ngày 13 tháng 4 năm 2016).
5. ↑  Graham, Ruth (Jul 20, 2016).
6. 1 2  Geringer, Dan (ngày 17 tháng 5 năm 2016).
7. ↑  Walloga, April (ngày 12 tháng 7 năm 2015).
8. 1 2  "What's the deal with Donald Trump's mystery daughter?"
9. ↑  Yousefi, Ryan (ngày 15 tháng 4 năm 2016).
10. ↑  Leone Shewfelt, Raechel (ngày 16 tháng 2 năm 2016).
11. ↑  Cilliza, Chris (ngày 13 tháng 4 năm 2016).
12. ↑  Triggs, Charlotte (ngày 20 tháng 4 năm 2016).
13. ↑  "RNC 2016: Complete schedule, speakers, events, what to expect from GOP in Cleveland".
14. ↑  "Republican National Convention diary day 2: Donald Trump formally nominated as 2016 presidential candidate".
15. ↑  Devash, Meirav (ngày 17 tháng 5 năm 2016). "11 Things You Didn't Know About Tiffany Trump".
16. ↑  Carson, Griffith (ngày 20 tháng 4 năm 2015).
17. ↑  Rosman, Katherine (ngày 6 tháng 4 năm 2016).
18. ↑  Jones, Allie (ngày 6 tháng 4 năm 2016).